# Anne Tilloy
Pour les articles homonymes, voir Tilloy.
 (juin 2022).
Anne Tilloy, née le 12 septembre 1980 à Paris, est une actrice spécialisée dans le doublage et une ancienne chanteuse française.
Elle est la voix française de Fiona Gallagher (Emmy Rossum) dans Shameless, Mary Cooper (Zoe Perry) dans Young Sheldon, Dinah « Laurel » Lance (Katie Cassidy) dans Arrow ou encore Chris Alonso (Lina Esco) dans S.W.A.T..

## Biographie
Elle s'est fait d'abord connaître en 2003, sous le pseudonyme de Morganne Matis, en participant à la troisième saison de Star Academy. Comptant parmi les huit candidats à faire la tournée, elle fait partie du concert retransmis sur TF1 en direct depuis le Parc des Princes, le 3 juillet 2004.
Dans le cadre de sa participation au télé-crochet de TF1, elle tourne à l'automne 2003, dans un épisode de Sous le soleil, diffusé en octobre 2004.
Le single Duel en 2004 à la sortie de Star Academy se classe douze semaines dans le Top 100 des singles français et quatre semaines dans le Top 40 des singles belges francophones,. Le parrain de Star Academy 3 était Elton John, qui a collaboré à la saga Le Roi lion de Disney. Sous le nom de Morganne Tilloy et en duo avec Michal, ils interprètent Can You Feel the Love Tonight dans un bonus du DVD français du Roi lion 3.
Elle sort en 2006 son album Fille de l'ère,,, qu'elle auto-produit sur son label, Duel Prod, entreprise radiée depuis.
Depuis 2008, elle est active dans le domaine du doublage sous le nom d'Anne Tilloy,,,,.
Elle fait ses débuts dans le doublage grâce à Claire Guyot, sa « marraine de doublage » sur la série Cold Case : Affaires classées entre autres. Elle travaille, de façon récurrente, sous la direction artistique de Claire Guyot, Blanche Ravalec, Jean-Philippe Puymartin, Hervé Bellon, François Dunoyer, Stéphane Marais, Benoît Du Pac et Régis Reuilhac.
En octobre 2011 au théâtre Le Temple,, elle est à l'affiche - avec sa marraine de doublage Claire Guyot - du spectacle de comédies musicales De Paris à Broadway, mis en scène par Jean-Claude Grègoire. Le 6 octobre 2011, elle participe au talk-show Les Anges - Le Mag (lié à l'émission Les Anges de la téléréalité 3) sur NRJ 12 et y évoque le spectacle,.

### Vie privée
Elle est la compagne de l'acteur de doublage Emmanuel Curtil, avec qui elle jouait dans Drôles de petites bêtes.

## Doublage

### Cinéma

#### Films
- Claudia Kim dans :
  - Avengers : L'Ère d'Ultron (2015) : Dr Helen Cho
  - La Tour sombre (2017) : Arra Champignon

- Phoebe Fox dans :
  - La Dame en noir 2 : L'Ange de la mort (2015) : Eve Parkins
  - The Aeronauts (2019) : Antonia

- Emmy Rossum dans :
  - Une drôle de fin (2018) : Kathryn Walker (en)
  - Sang froid (2019) : Kimberly « Kim » Dash

- 2009 : La Comtesse : Bertha (Anna Maria Mühe)
- 2010 : Copains pour toujours : Jasmine Hilliard (Madison Riley)
- 2010 : Henri 4 : Henriette (Aida Folch)[20],[21]
- 2010 : Sex Addicts (en) : Eva (Sandra Seeling)
- 2011 : Margin Call : Heather Burke (Ashley Williams)
- 2012 : Piranha 2 3D : Ashley (Meagan Tandy)
- 2012 : Je te promets : Shana (Lindsay Ames)
- 2012 : Taken 2 : ? (?)
- 2013 : Real : Atsumi (Haruka Ayase)
- 2013 : Iron Man 3 : ? (?)
- 2013 : The Bay : ? (?)
- 2014 : Une virée en enfer 3 : Alisa Rosado (Leela Savasta)
- 2014 : Annie : Sakana (Scarlett Benchley)
- 2014 : Hercule : Mégara (Irina Shayk)[14]
- 2015 : Air : Abby (Sandrine Holt)
- 2015 : Code Momentum : Mme Clinton (Shelley Nicole)
- 2015 : Tremors 5: Bloodlines : Lucia (Natalie Becker)
- 2016 : Wolves at the Door : Sharon Tate (Katie Cassidy)
- 2017 : Future World : Lei (Margarita Levieva)
- 2017 : Small Crimes : Toni (Tara Yelland)
- 2018 : Skyscraper : Xia (Hannah Quinlivan)
- 2019 : Le Défi du champion : Paola (Camilla Semino Favro (en))
- 2022 : Jackass 4.5 : Alex [Qui ?]
- 2022 : Quatre moitiés : Chiara (Ilenia Pastorelli)
- 2022 : Persuasion : Elizabeth Elliot (Yolanda Kettle)
- 2022 : Narvik : Ingrid Tofte (Kristine Hartgen)
- 2024 : Deadpool et Wolverine : ? (?)
- 2024 : Juré n° 2 : Keiko (Chikako Fukuyama)
- 2024 : Le Train des enfants : Antonietta (Serena Rossi)
- 2025 : La Duplicité (en) : Anna Lewis (Angela Halili)

#### Films d'animation
- 2004 : Le Roi lion 3 : Hakuna Matata : chœurs[4]
- 2017 : Coco : la guide touristique de Santa Cecilia - « voix de gare » à l'entrée du monde des morts
- 2017 : Drôles de petites bêtes : Marguerite, la reine des abeilles (création de voix)
- 2021 : Raya et le Dernier Dragon : voix additionnelles
- 2023 : Le Grand Magasin : la femme de Maruki

### Télévision

#### Téléfilms
- Erin Cole dans :
  - Le Tueur du campus (2012) : Jen
  - La Femme du révérend (2013) : Casey Foreman
  - Ma parole contre la leur (2014) : Vivian
  - Un taxi inquiétant (2016) : Elise

- Sofia Mattsson dans :
  - Quand le passé ressurgit... (2018) : Michelle Jacobs
  - La Femme secrète de mon mari (2018) : Cat
  - Dans la peau de mon frère jumeau (2019) : Alisa

- Danielle C. Ryan dans :
  - La Mariée a disparu (2019) : Lydia
  - De l'amour au meurtre (2019) : Heidi
  - Un automne à Mountain View (2020) : Margaret Garvey

- Amy Groening (en) dans :
  - Coup de foudre pour la bachelorette (2019) : Lisa Grey
  - Amour, duel et pâtisserie (2020) : Sara
  - Un vœu d’amour pour Noël (2020) : Joan

- Chloe McClay dans :
  - Les Dessous de Melrose Place (2015) : Josie Bissett
  - L'Ange de Noël (2015) : Jessica Rose

- 2008 : Le Mur (de) : Bonnie (Mirjam Weichselbraun)
- 2008 : Flirt à Hawaï : Melinda (Christy Greene)
- 2010 : La Dernière Noce : Chloe (Haley Cook)
- 2010 : Banlieue interdite : Brianna Kalinowski (Brooke Frost)
- 2010 : Le village (de) : Melanie (Helen Mutch)
- 2011 : Le Fiancé aux deux visages : Julissa Brisman (Leela Savasta)[22]
- 2012 : L'Impensable Vérité : Brittany (Amanda Schull)
- 2013 : Un pacte mortel : Amanda Rowe (Katie Cassidy)
- 2013 : L'Élan de Noël : Kirsten (Jelka van Houten)
- 2014 : D'amour et de feu : Cynthia Montana (Jenn Korbee (en))
- 2014 : Un homme inquiétant : Ariel (Emily Osment)
- 2015 : Une rentrée qui tourne mal : l'inspectrice Sanchez (Rukiya Bernard)[23]
- 2015 : Gagne, perds, aime : Margaret Dell (Catherine Haena Kim)
- 2015 : Zone d'impact: terre : Julia Waters (Caitlin Carver)
- 2016 : Dix choses à faire pour un Noël parfait : Trish (Christine Chatelain)
- 2016 : Noël à la télévision : Kate McQueen (Joanna Howard)
- 2016 : Retrouvailles mortelles : Carly Newman (Kacey Clarke)
- 2017 : Amoureux malgré eux ! : Haley (Elise Gatien)[24]
- 2017 : L'Île aux secrets : Ginny (Siobhan Williams)[25]
- 2017 : La nouvelle locataire : Miranda Breyers (Charity Shea)[26]
- 2019 : Une famille déchirée par les secrets : Amy Hillman (Hannah Gordon)
- 2020 : 15 ans d'écart : Cindi (Valeria Gomez)

#### Séries télévisées
- Catherine Haena Kim (en) dans (4 séries) :
  - Mistresses (2014) : Anna Choi (9 épisodes)
  - Hawaii 5-0 (2015) : Nani Kalakaua (saison 5, épisodes 23 et 25)
  - Major Crimes (2017) : l'infirmière Cora Wang (saison 6, épisodes 3 et 4)
  - Magnum (2018) : Tara Mos/Emily Layton (saison 1, épisode 3)

- Grace Lynn Kung dans (4 séries) :
  - Remedy (2014) : Dr Livia Fung (saison 1, épisode 9)
  - Designated Survivor (2017) : Mae Yoshida (saison 1, épisodes 15 et 19)
  - Coroner (2019) : Greer Townsend (saison 1, épisodes 5 et 7)
  - Dr Bash (2020) : Vivian Barnes (8 épisodes)

- Molly Burnett (en) dans :
  - True Blood (2009-2014) : Amanda (saison 2, épisode 2 et saison 7, épisode 7)
  - Les Experts : Cyber (2015-2016) : Nina Moore (4 épisodes)
  - Reine du Sud (2017-2021) : Kelly Anne Van Awken (31 épisodes)

- Paloma Guzmán dans :
  - Pretty Little Liars (2011) : Jackie Molina (1re voix - saison 1, épisode 22)
  - Person of Interest (2012) : Sofia Campos (saison 2, épisode 3)
  - Double Jeu (2013) : Audrey Cruz (5 épisodes)

- Katie Cassidy dans :
  - Arrow (2012-2020) : Laurel Lance / Siren X / Black Siren (152 épisodes)
  - Flash (2015-2018) : Laurel Lance / Siren X / Black Siren (3 épisodes)
  - Legends of Tomorrow (2016-2017) : Laurel Lance / Siren X / Black Siren (saison 1, épisode 1 et saison 2, épisode 17)

- Daniella Alonso dans :
  - Revolution (2012-2014) : Nora Clayton (20 épisodes)
  - Esprits criminels (2018) : Lisa Douglas (3 épisodes)
  - The Fix (2019) : Effy Collier (5 épisodes)

- Amara Karan dans :
  - The Night Of (2016) : Chandra Kapoor (mini-série)
  - Lucky Man (2016-2018) : le sergent Suri Chohan (26 épisodes)
  - Moonhaven (2022) : Indira Mare

- Tammy Gillis (en) dans :
  - Supernatural (2011) : Kelly (saison 7, épisode 8)
  - Siren (2018-2020) : la shérif-adjointe Marissa Staub (16 épisodes)

- Joanna Sotomura (en)[14] dans :
  - Criminal Minds: Suspect Behavior (2011) : Lisa (épisode 7)
  - Sunny (2024) : Sunny

- Cristina Rosato dans :
  - XIII, la série (2012) : Gale Westlund, Jennifer (saison 2, épisode 4)
  - Reign : Le Destin d'une reine (2015) : Lady Donatella (saison 3, épisode 2)

- Siobhan Williams dans :
  - Hell on Wheels : L'Enfer de l'Ouest (2013) : Naomi Hatch #1 (saison 3, épisodes 2 et 10)[27]
  - Reign : Le Destin d'une reine (2015) : Lady Amelie (saison 2, épisode 16)

- Anabelle Acosta dans : 
  - Perception (2013) : Eva (saison 2, épisode 6)
  - Chicago Police Department (2017-2018) : Camila Vega (3 épisodes)

- Tiffany Dupont dans :
  - Supernatural (2013) : Gilda (saison 8, épisode 11)
  - Scorpion (2017) : Joan (saison 3, épisode 15)

- MacKenzie Porter dans :
  - Hell on Wheels : L'Enfer de l'Ouest (2014-2016) : Naomi Hatch Bohannon #2 (12 épisodes)[27]
  - Darrow & Darrow (en) (2018) : Phoebe Strasberg (mini-série)

- Tanaya Beatty dans :
  - Night Shift (2016-2017) : Dr Shannon Rivera (Tanaya Beatty) (23 épisodes)
  - Yellowstone (depuis 2018) : Avery

- Gwendolyn Ellis dans :
  - Genius (2017) : Elsa Einstein jeune (3 épisodes)
  - FBI (2019) : Connie Gilman (saison 1, épisode 18)

- Chloe Bridges dans :
  - Insatiable (2018-2019) : Roxy (5 épisodes)
  - The Rookie : Le Flic de Los Angeles (2019) : Stephanie Davis (saison 2, épisode 8)

- Katie Clarkson-Hill dans :
  - Secret médical (en) (2019) : Dr Zoe Wade (saison 2)
  - Hanna (2020) : Joanne McCoy (6 épisodes)

- Emily VanCamp dans :
  - Falcon et le Soldat de l'hiver (2021) : Sharon Carter (mini-série)
  - Marvel Studios Rassemblement (2021) : elle-même (série documentaire)

- Emmy Rossum dans :
  - Shameless (2011-2019) : Fiona Gallagher (110 épisodes)
  - The Crowded Room (2023) : Candy Sullivan (mini-série)

- Sarah Shahi dans :
  - City on a Hill (2019) : Rachel Benham (9 épisodes)
  - Paradise (2025) : Dr Gabriela Torabi

- Laura Mennell dans :
  - Projet Blue Book (2019-2020) : Mimi Hynek (20 épisodes)
  - Chair de poule (2023) : Eliza

- 2000-2008 / 2011-2013 : Amour, Gloire et Beauté : Catherine (Shannon Bradley) (48 épisodes), Ramona (Ramona Bruland) (20 épisodes)
- 2003-2004 : Des jours et des vies : Joelle (Sandra McCoy), Manda (Catherine Munden) (6 épisodes)
- 2008-2011 : Rush : Stella Dagostino (Nicole da Silva) (70 épisodes)
- 2009 : Darwin's Brave New World (en) : Annie Darwin (Vanessa Kemeny) (mini-série)
- 2009-2012 : Drop Dead Diva : Beth (Stephanie Leigh Schlund (vi)) (saison 1, épisode 1), Madison Thomas (Aubrey Peeples) (saison 2, épisode 12), Sierra Santell (Briana Lane (en)) (saison 3, épisode 3), Eve/Suzie Anderson (Sonia Rockwell) (saison 4, épisode 3)
- 2010 : True Blood : Yvetta (Natasha Alam) (5 épisodes)
- 2010 : Esprits criminels : Tanya Hill (Kimberly Adair) (saison 5, épisode 17)
- 2010 : Super Hero Family : Kristy Duncan (Brooke Nelson) (épisode 7)
- 2010 : Cold Case : Affaires classées : Bunny Hargreave '74 (Julianna Guill) (saison 7, épisode 12), Wanda Johnson (Erica Hubbard) (saison 7, épisode 22)
- 2010 : Countdown : Sara Schümann (Henny Reents (de)) (saison 1, épisode 1)
- 2010 : Londres, police judiciaire : Marcie (Thaila Zucchi (en)) (saison 3, épisode 3)
- 2010 / 2013 : Bones : Soleil (Mimi Michaels (en)) (saison 6, épisode 4), Veronica Bardach (Jeanette Brox) (saison 9, épisode 8)
- 2011 : Le serment : Erin Matthews (Claire Foy) (mini-série)
- 2011 : The Chicago Code : Vonda Wysocki (Devin Kelley) (13 épisodes)
- 2011 : Person of Interest : Monica (Arianna Hoeppner (saison 1, épisode 9)
- 2011 : Body of Proof : Bethany (Jenn Korbee) (saison 2, épisodes 1 et 2)
- 2011 : The Unit : Iselin Hjorde (Marte Christensen (no)) (12 épisodes)
- 2011 : Ange ou Démon : Iris (Carla Nieto (es)) (22 épisodes)
- 2011 / 2014 : Les Experts : Callie Robbins (Caitlin Custer) (saison 12, épisode 3), Kirsten (Tina Ivlev) (saison 4, épisode 15)
- 2011 / 2015 : Rex, chien flic : Agnese Solferino (Elena Cucci (it)) (saison 4, épisode 1), Josephine (Serena Rossi) (saison 18, épisode 5)
- 2011-2017 : Supernatural : Eve (Julia Maxwell) (3 épisodes), Rose Brown (Christina Sicoli) (saison 6, épisode 14), Camille Thibideaux (Rukiya Bernard) (saison 7, épisode 7), Libby (Caroline Cave) (saison 7, épisode 14), Dorothy (Kaniehtiio Horn) (saison 9, épisode 4), Alex Jones/Annie (Katherine Ramdeen) (5 épisodes), Alicia Banes (Kara Royster) (3 épisodes)
- 2012 : Beauty and the Beast : Sara Holland (Lindsay Ames) (saison 1, épisodes 5 et 6)
- 2012 : Skins : Jude (Perdita Avery) (saison 6, épisode 5)
- 2012 : Case Sensitive (en) : Amber Williams (Christina Chong) (saison 2, épisodes 1 et 2)
- 2012 : Touch : Marisol Flores (Zuleyka Silver) (saison 1, épisode 5)
- 2013 : Siberia : Sabina (Sabina Akhmedova) (13 épisodes)
- 2013 : The White Queen : la princesse Elizabeth (Freya Mavor), Elizabeth jeune (Eloise Webb) (mini-série)
- 2013 : Ironside : Amanda (Jackie Stewart (épisode 1)
- 2014 : Reign : Le Destin d'une reine : Charlotte (Amy Groening) (saison 1, épisodes 11 et 17), Odette (Zoe Cleland) (2e voix - saison 1, épisode 12)
- 2014 : The Tomorrow People : Sophie Coburn (Elise Gatien) (épisode 17)
- 2014 : Unforgettable : Rowena (Sarah Hayon) (saison 2, épisode 11)
- 2014 : The Musketeers : la Duchesse de Savoie, sœur de Louis XIII (Phoebe Fox) (saison 1, épisode 4)
- 2014 : Forever : Cassandra Mueller (Meryl Jones Williams) (épisode 7)
- 2014 : Rake : Cindy Beck (Kelly Frye) (3 épisodes)
- 2015 : The Slap : June (Nancy Sun) (mini-série)
- 2015 : Castle : Farrah Darwaza (Inbar Lavi) (saison 7, épisode 21)
- 2015 : Following : Paula (Hina Abdullah) (saison 3, épisode 3)
- 2015 : The Whispers : Dr Maria Benavidez (Catalina Denis) (7 épisodes)
- 2015-2018 : The Royals : Rachel (Victoria Ekanoye) (23 épisodes)
- 2016 : BrainDead : Polly Savident (Kelli Barrett) (épisode 5)
- 2016 : L'Arme fatale : Naomi (Jeannine Kaspar) (saison 1, épisode 4)
- 2016 : iZombie : Starlee Decker/Hayley (Skyler Day) (saison 2, épisode 10)
- 2016 : Timeless : Maria Tompkins (Caitlin Carver) (saison 1, épisode 8)
- 2016 : American Crime : Cammy Ross (Lynn Blackburn) (5 épisodes)
- 2016 : Man vs Geek : Sarah (Kimberley Crossman) (saison 1, épisode 2)
- 2016-2019 : Les Médicis : Maîtres de Florence : Lucrezia Tornabuoni (Valentina Bellè) (8 épisodes), Clarice (Synnøve Karlsen) (16 épisodes)
- 2017 : Fargo : Nikki Swango (Mary Elizabeth Winstead) (saison 3)
- 2017 : Good Behavior : Carin (Laura Bell Bundy) (3 épisodes)
- 2017 : Fearless : Jenna Brooks (Christine Bottomley) (mini-série)
- 2017-2019 : The Deuce : Abigail « Abby » Parker (Margarita Levieva) (25 épisodes)
- 2017-2024 : Young Sheldon : Mary Cooper (Zoe Perry) (141 épisodes)
- depuis 2017 : Unforgotten : l'agent Fran Lingley (Carolina Main)
- depuis 2017 : S.W.A.T. : l'officier Christina « Chris » Alonso (Lina Esco)
- 2018 : Charmed : Summer (Meagan Tandy) (saison 1, épisodes 5 et 6)
- 2018 : The First : Camila Rodriguez (Fernanda Andrade) (4 épisodes)
- 2019 : Magnum : Blair Newman (Danielle C. Ryan) (saison 1, épisode 17)
- 2019 : Shame : Eliza (Jessica De Gouw) (mini-série)
- 2019 : The InBetween : Cassie Bishop (Harriet Dyer) (10 épisodes)
- 2019 : Gentleman Jack : Catherine Rawson (Emma Paetz) (3 épisodes)
- 2019 : Jane the Virgin : Lily Lofton (Emmy Raver-Lampman) (saison 5, épisodes 16 et 17)
- 2019-2020 : Alta Mar : Carolina Villanueva (Alejandra Onieva) (22 épisodes)
- 2019-2023 : Nancy Drew : Nancy Drew (Kennedy McMann) (62 épisodes)
- 2020 : Mentiras : Daniela Bauzá (Itziar Atienza) (6 épisodes)
- 2020-2021 : The Stand : Dr Sylvia Wen (Olivia Cheng (en)) (mini-série)
- 2021 : La Belle de Jérusalem : Roza Ermoza (Hila Saada) (5 épisodes)
- 2021 : Good Doctor : Taryn Wilkie (Italia Ricci) (saison 4, épisode 15)
- 2021 : Clickbait : Alice (Renee Lim) (mini-série)
- 2021 : L'Empire du bling : elle-même (Kim Lee) (8 épisodes)
- 2021 : Calls : Denise (Cynthy Wu) (voix - saison 1, épisode 8)
- depuis 2021 : La Roue du temps : Leane Sharif (Jennifer Cheon Garcia)
- 2022 : First Kill : Elinor (Gracie Dzienny) (8 épisodes)
- 2022 : Maggie : Maggie (Rebecca Rittenhouse)
- 2022 : The Ex-Wife (en) : Hayley (Clare Foster (en))
- 2022 : La Fille de tes rêves (tr) : Sinem (Hafsanur Sancaktutan (tr)
- 2024 : A Killer Paradox (en) : Ji-su [Qui ?]
- 2024 : Reine rouge (es) : Carla Ortiz (Celia Freijeiro)
- 2024 : English Teacher : Gwendolyn « Gwen » Sanders (Stephanie Koenig (en))
- 2025 : Meurtres à Åre (sv) : Ida Lindskog (Cecilia von der Esch (sv))

#### Séries d'animation
- 2008 : Death Note : voix additionnelle[a],[28]
- 2019 : Apollon le grillon et les drôles de petites bêtes : Marguerite, la Reine des abeilles (création de voix)
- 2021 : Horimiya : Yuriko Hori
- 2021 : Centaurworld (en)[29] : femme
- 2021 : What If...? : Sharon Carter[b] (épisode 5)
- depuis 2023 : Les Carnets de l'Apothicaire : Lihua
- 2024 : X-Men ’97 : Abscissa[c]
- 2024 : Tales of the Empire : Selena et Nadura

### Jeux vidéo
- 2024 : Star Wars Outlaws : ?

## Filmographie

### Télévision
- 2004 : Sous le soleil : (saison 9 épisode 36 : La vie est un roman) : Élisa

### Cinéma
- 2013 : Quarante (court métrage) : invitée

## Voix off

### Publicités
- Kellog's, Lindt (Télé), TUC (Ciné et télé)
- Capri-Sun (Télé),
- Fiat 500 (Télé), Fiat 500 Color Therapy, Fiat 500 Culte, née un 4 juillet, Fiat 500 S, Fiat 500L Beats Edition (Internet),
- Huggies (Spot télé 2013 et 2014), Laboratoires Guigoz (Télé)
- Dop Nature (Spot télé 2012), Dop Baume Oriental (Spot télé 2014), Lotus (Télé), Mitosyl, Nurofen 400 (Télé), Sanogyl
- Bouger 30 minutes par jour, c'est facile
- Magazine Be (Ciné, télé et radio - campagne 2011)
- IBM (Télé), Piaget

### Documentaire
- 2023 : Johnny Depp VS Amber Heard (Netflix) : elle-même (Elaine Bredehoft)

### Livre audio
- La Coupure (de Fiona Barton)[d],[10]

## Comédie musicale
- 2011 : De Paris à Broadway, mise en scène de Jean-Claude Grégoire, Théâtre Le Temple

## Discographie

### En solo

#### Single
Le single Duel s'est classé dans le Top100 en France et dans l'Ultratop belge francophone,.
- 2004 : Duel